# Warren megye (Indiana)
Warren megye az Amerikai Egyesült Államokban, azon belül Indiana államban található. Megyeszékhelye és legnagyobb városa Williamsport. Lakosainak száma 8440 fő (2020. április 1.). Warren megye Benton, Tippecanoe, Fountain, Vermillion és Vermilion megyékkel határos.

## Népesség
A megye népességének változása:
| Lakosok száma | 8503 | 8476 | 8391 | 8415 | 8269 | 8440 |
|               | 2010 | 2011 | 2012 | 2013 | 2015 | 2020 |